# فورت چیپواین/فرودگاه آبی اسمال لیک
فورت چیپواین/فرودگاه آبی اسمال لیک (به انگلیسی: Fort Chipewyan/Small Lake Water Aerodrome) یک فرودگاه خصوصی است . این فرودگاه در کشور کانادا قرار دارد و در ارتفاع ۲۱۰ متری از سطح دریا واقع شده است.